# Michael Cochrane (acteur)
Pour les articles homonymes, voir Michael Cochrane et Cochrane.
Michael Cochrane (né le 19 mai 1947) est un acteur britannique qui a joué à la télévision, à la radio et au cinéma.

## Filmographie sélective

### Cinéma
- 1981 : À nous la victoire
- 1982 : The Return of the Soldier
- 1982 : Ascendancy
- 1997 : Le Saint
- 1997 : Incognito
- 2000 : Offending Angels
- 2004 : Secrets d'État
- 2011 : La Dame de fer
- 2012 : Run for Your Wife
- 2022 : Vivre (Living) d'Oliver Hermanus

### Fictions radiophoniques
- 2006 : No Man's Land (dans l'univers de Doctor Who)
- 2008 : Brotherhood of the Daleks (dans l'univers de Doctor Who)
- 2012 : Trail of the White Worm et The Oseidon Adventure (dans l'univers de Doctor Who)
- 2015 : d The Fate Of Krelos et Return To Telos (dans l'univers de Doctor Who)

### Séries télévisées
- 1981 :: Love in a Cold Climate
- 1982 et 1989 : Doctor Who
- 1984 : Pavillons lointains : Crimpley
- 2010-2012 : Downton Abbey